# Bruce Graham

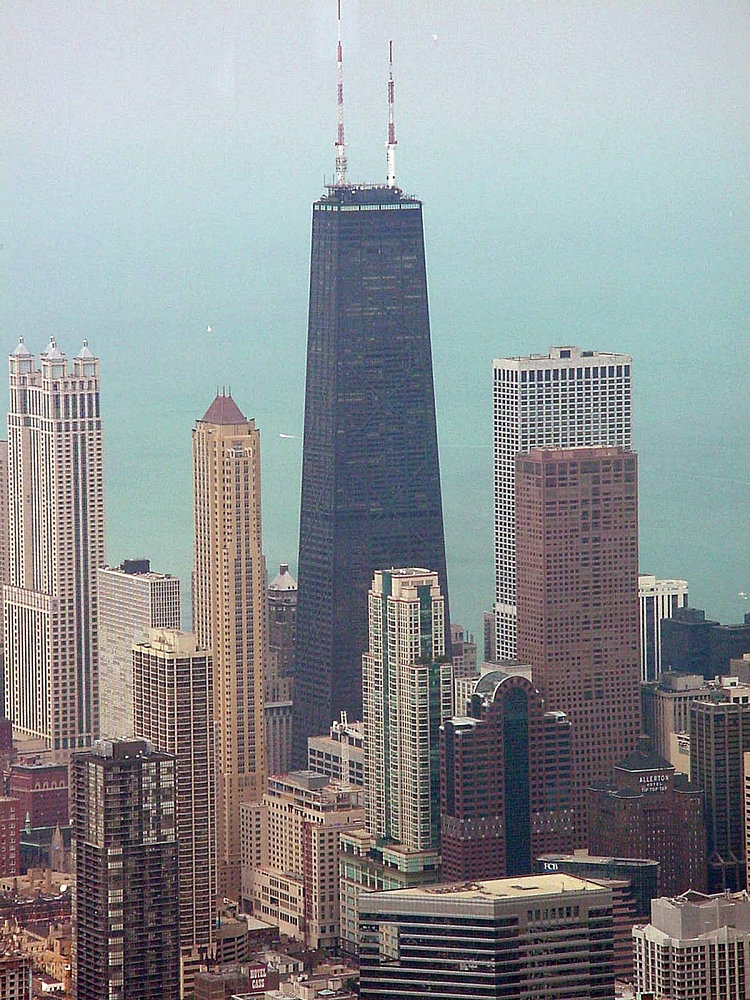
Sears tower projetado por Bruce Graham

Bruce Graham  (La Cumbre, 1 de dezembro de 1925 – Hobe Sound, 6 de março de 2010) foi um arquiteto americano. Dentre suas mais notáveis construções está o Sears Tower.